# Lachnum virgineum

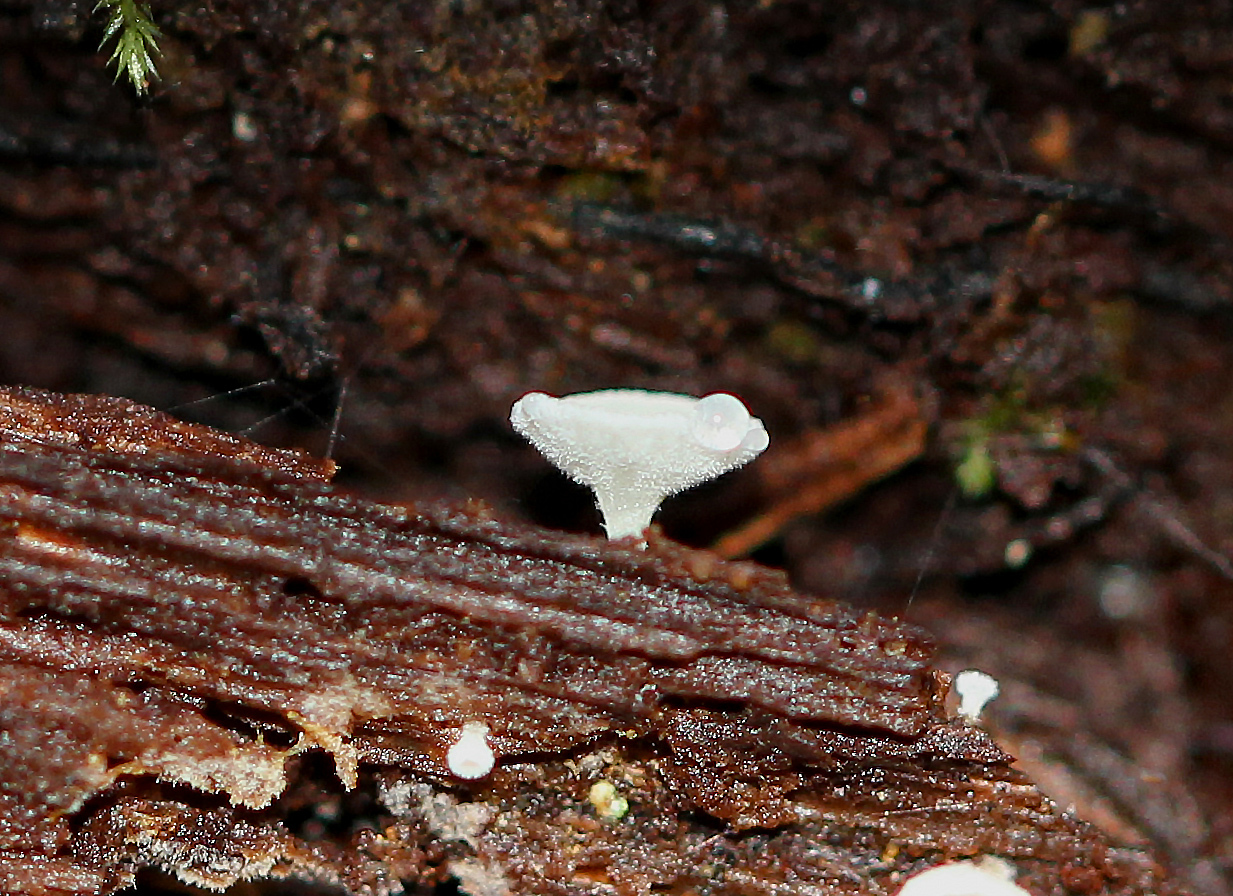

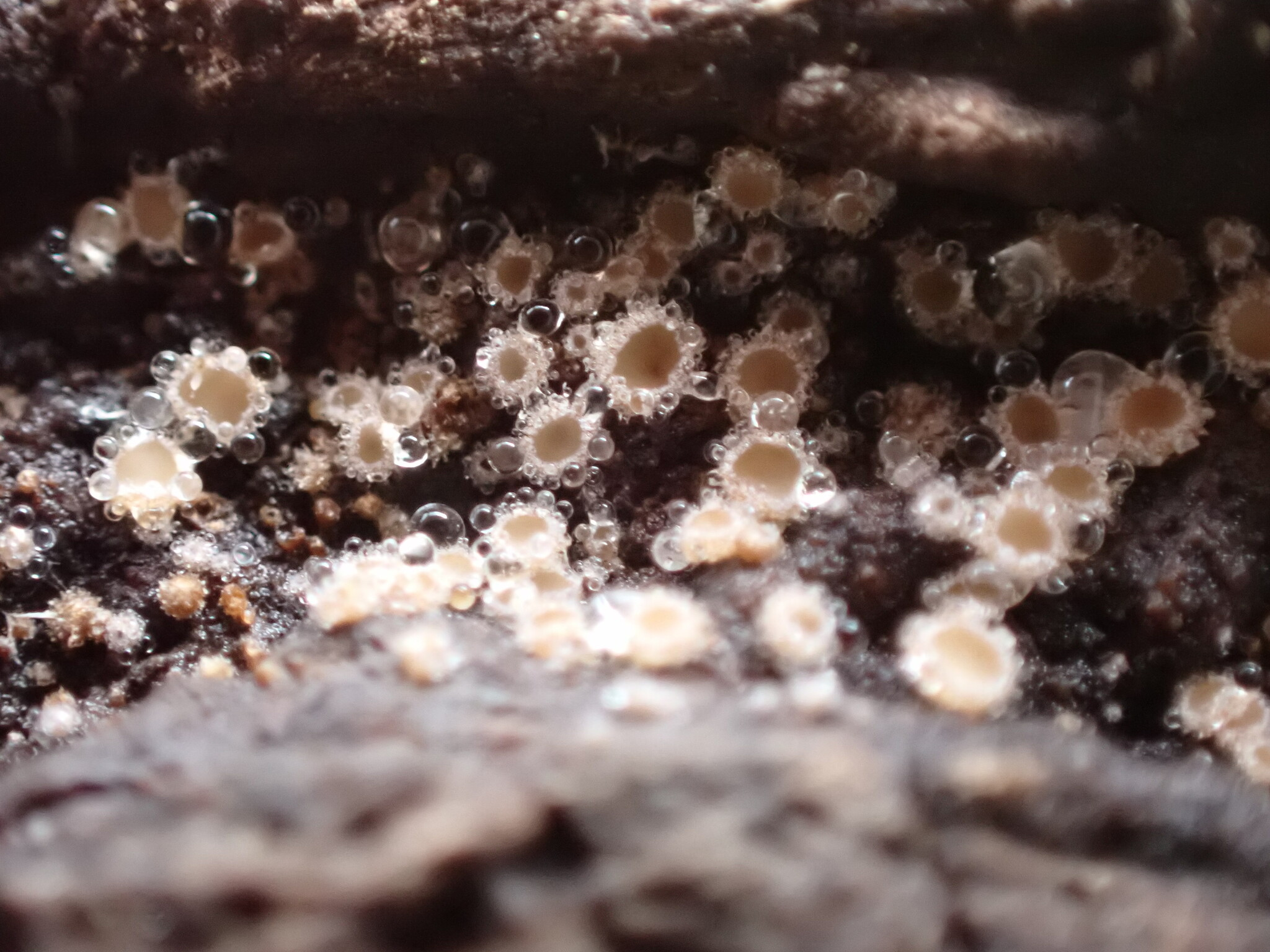

Lachnum virgineum (Batsch) P. Karst. – gatunek grzybów należący do klasy patyczniaków (Leotiomycetes).

## Systematyka i nazewnictwo
Pozycja w klasyfikacji według Index Fungorum: Lachnum, Lachnaceae, Helotiales, Leotiomycetidae, Leotiomycetes, Pezizomycotina, Ascomycota, Fungi.
Po raz pierwszy opisał go w 1783 r. August Johann Georg Karl Batsch, nadając mu nazwę Peziza virginea. Obecną nazwę nadał mu Petter Adolf Karsten w 1871 r.
Ma około 30 synonimów. Niektóre z nich:
- Chaetocalathus bicolor (Pat. & Demange) Singer 1943
- Dasyscyphus virgineus (Batsch) Gray 1821
- Lachnella bicolor (Pat. & Demange) Locq. 1952[2].

## Morfologia
Owocniki
Lekko wklęsłe, prawie płaskie apotecja (miseczki) o średnicy 0,2–2 mm, wyrastające pojedynczo lub w grupach na powierzchni podłoża. Pokryte są białymi włoskami i osadzone na szypułce o długości do 1,5 mm. Tarczka owocnika o barwie od białej do bladożółtej.
Cechy mikroskopowe
Włoski o wymiarach 77,5–120 × 3–4,5 μm, cylindryczne, cienkościenne, zaokrąglone, czasami lekko rozszerzające się na końcu, cienkościenne, z 1–3 przegrodami, o powierzchni drobnoziarnistej. Worki 40–57,5 × 3–5 μm, cylindryczno-maczugowate, z zaokrąglonym lub lekko wąskim wierzchołkiem i małym, sinoniebieskim otworem, 8-zarodnikowe. Askospory 5–9(–10) × 1–2(–2,5) μm, wrzecionowate, jednokomórkowe, w worku ułożone ukośnie w jednym lub dwóch rzędach, szkliste. Parafizy lancetowate, dłuższe niż worek, 50–77,5(–100) × 3,5–6(–7,5) μm.
Gatunki podobne
Jest wiele podobnych gatunków. Ich odróżnienie możliwe jest tylko badaniami mikroskopowymi. Najbardziej podobne są: Dasyscyphella nivea, Eriopezia caesia, Hyaloscypha aureliella, Hymenoscyphus fagineus, Lachnum bicolor, Lachnum brevipiosum, Lachnum subvirgineum, Lachnella alboviolascens.

## Występowanie i siedlisko
Lachnum virgineum występuje na wszystkich kontynentach, znaleziono go nawet na Antarktydzie. W Europie jest szeroko rozprzestrzeniony; występuje od Morza Śródziemnego po północne wybrzeże Półwyspu Skandynawskiego, Szetlandy i Grenlandię. W Polsce M. A. Chmiel w 2006 r. przytoczyła liczne stanowiska.
Grzyb saprotroficzny występujący na szczątkach roślinnych, w tym na spróchniałym drewnie.